# Southern Air
Southern Air, Inc. — авиакомпания США, базирующаяся во Флоренсе, штат Кентукки, США.

## История
Авиакомпания была создана 5 марта 1999 года на основе прекратившего существование авиаперевозчика Southern Air Transport и начала свою деятельность в ноябре 1999 года.
7 сентября 2007 года компания Oak Hill Capital Partners приобрела контрольный пакет акций Southern Air и объединила её с компанией Cargo 360. В настоящее время компания насчитывает около 750 сотрудников.
В феврале и марте 2010 года Southern Air приняла поставку двух грузовых Boeing 777. Также был произведён ребрендинг и внедрена новая схема окраски самолётов, что отражало изменение направления развития компании при новом руководстве.
В начале 2011 года Southern Air заключила несколько контрактов c DHL. В том же году Southern Air объявила о планах постепенного списания Боинг 747—200, 747—300 и закупке дополнительных 747-400SF к концу 2011 года.

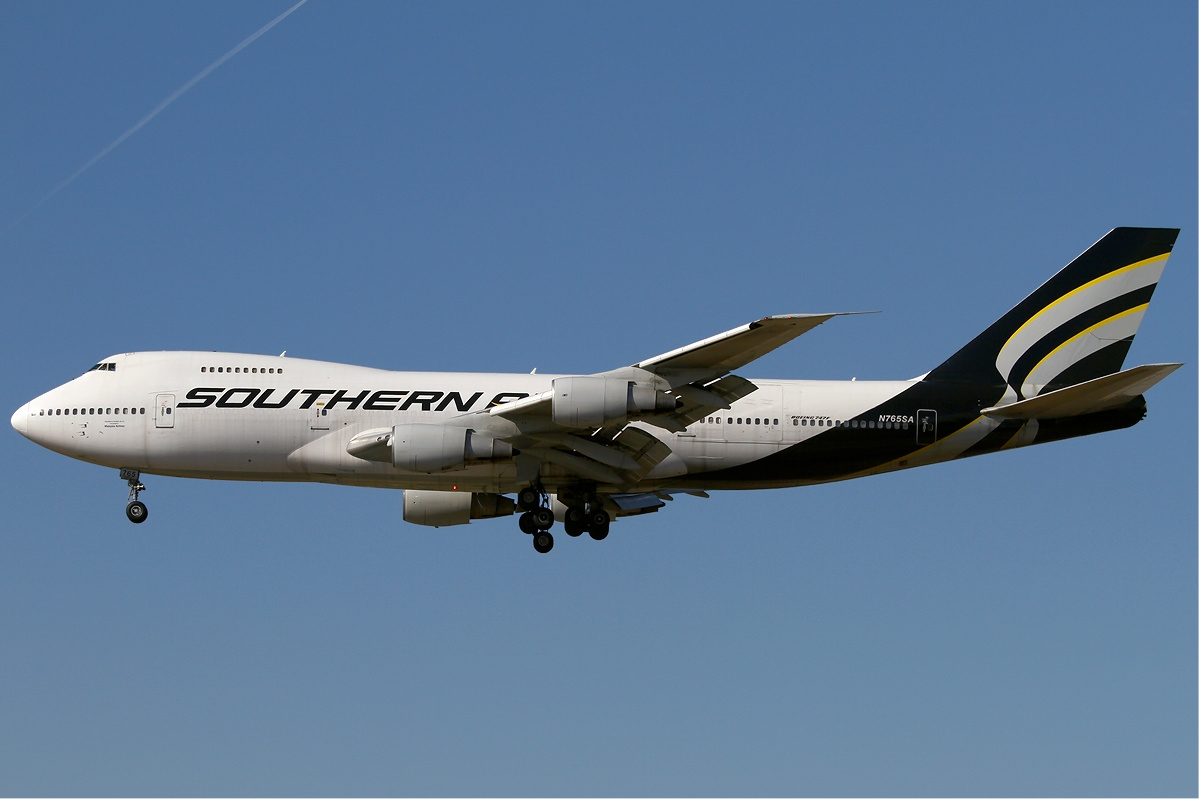
Boeing 747-200 за несколько месяцев до списания

Помимо DHL, Southern Air имеет договоры о сотрудничестве с Thai Airways International, Korean Air, MASkargo, Lufthansa Cargo, Ethiopian Airlines, Saudi Arabian Airlines, TNT Airways, UPS Airlines, Centurion Air Cargo и Министерством обороны США.
В январе 2016 года было объявлено, что Southern Air будет продана авиакомпании Atlas Air за $110 млн.

## Флот
| Самолёт            | Количество | Заказано | Списанные | Запасные |
| ------------------ | ---------- | -------- | --------- | -------- |
| Boeing 737—400SF   | 2          | 2        | -         | -        |
| Boeing 747—200F    | -          | -        | 3         | 18       |
| Boeing 747—300SF   | -          | -        | -         | 3        |
| Boeing 747—400BDSF | 3          | -        | -         | 1        |
| Boeing 777F        | 4          | 1        | -         | -        |
| Всего              | 9          | 3        | 3         | 22       |